# Sicyonia lancifera
Sicyonia lancifera är en kräftdjursart som först beskrevs av OLIVIER 1811.  Sicyonia lancifera ingår i släktet Sicyonia och familjen Sicyoniidae. Inga underarter finns listade i Catalogue of Life.